# سرتسي
سُرتسِي  (بالآيسلندية: Surtur's) هي جزيرة بركانية صغيرة تقع بالقرب من الساحل الجنوبي لأيسلندا، تبلغ مساحتها 1.4 كم2 تقع على بعد 32 كم من الساحل الجنوبي للآيسلندا، وتكونت هذه الجزيرة نتيجة انفجار بركاني حدث في شهر نوفمبر 1964. ويطلق عليها باللغة الايسلندية جزيرة سور طور.والجزيرة التي تقع في احداثيات 63.30°شمالًا، و20.62°غرباً هي عبارة عن قطغة أرضية حديثة النشأة، والتي تقع في أقصى جنوب ايسلندا.

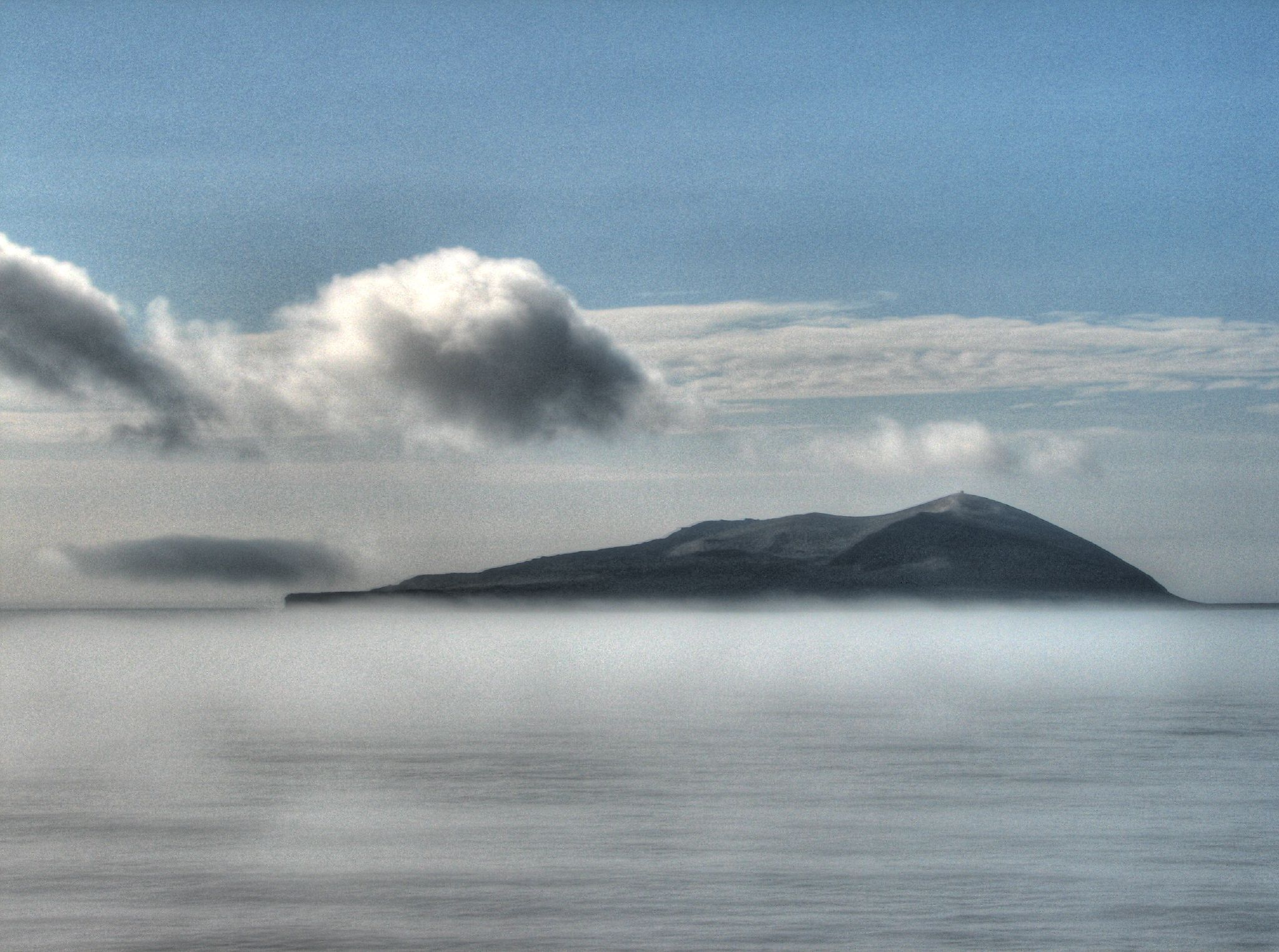
شكل الجزيرة

## تاريخها
وتشكلت الجزيرة عقب الهزات البركانية التي وصلت إلى السطح يوم 14 نوفمبر 1963 وذلك بدءا من قاع المحيط وذلك على عمق 130 مترا. ويعتقد أن نشاط الجزيرة الحركي قد بدأ قبل انعكاسه على السطح ببضعة أيام. واتسعت مساحة الجزيزة بصورة كبيرة وذلك في 5 يونيو1967 عندما توقف الثوران البركاني.,.ومنذ ذلك اليوم فقد تقلصت أبعاد الجزيرة بسرعة وذلك بسبب الأمواج التي تلاحظ بصورة كثيفة إلى جانب الانجراف الذي تسببه الرياح.واعتبارا من 2002 كانت مساحة الجزيرة 1.4كم2 .
وطوال الفترة التي عاشتها هذه الهزات الأرضية فإن الجزيرة التي تشكلت حديثا حظت باهتماماً كبيراً من قبل الأشخاص القائمة بالأبحاث البركانية.
وعقب انتهاء الثورات البركانية، فقد واجهت الجزيرة اهتمام الباحثين الچيولوچيين المكثف إزاء عالم النباتات.
وبشكل عام فقد طور وتابع رجال العلم الحياة الطبيعية في الجزيرة، والتي كانت جدباء وخالية تماماً من أوجة الحياة، والتي بدأت في التكوين رويداً رويداً من الصفر.
والشقوق الموجودة في قاع البحر والتي تكونت منها جزيرة سرتسي، هي عبارة عن أجزاء من نظام بركاني خاص بجزر (الويستمانن).
ويطلق على هذه الشقوق الضخمة والموجودة في قاع البحر حافة متوسط الأطلنطي. أما الانفجار البركاني الآخر الذي شكل جزر الويستمان، فهو بركان إلدفيل، وهو أحد البراكين الموجودة على جزيرة هيماي عام 1073.والثورات البركانية التي كان لها تأثيراً على تكوين جزيرة سرتسي على مدى هذا التسلسل البركاني، فقد كون كثيراً من الجزر الصغيرة الأخرى ذات القطر الصغير إلى جانب أنها كونت جزيرة جولنير، وكثيراً من التلال الصغيرة التي لم يطلق عليها اسم. ولكن كثيراً منهم تقلص وتآكل خلال فترة قصيرة وتم غمره بالمياه.

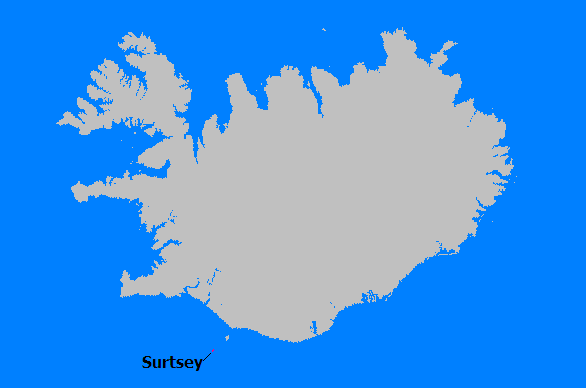
جزيرة سرتسي في جنوب آيسلندا

## الشارات الأولى قبل التزحزح
موقع جزيرة سورت ساي بالنسبة لخريطة آيسلندا
في 14 نوفمبر عام 1963 في تمام الساعة 07:15
حيث رأى طاهي سفينة الصيد الملقبة باسليفور الثانية الموجودة بالقرب من أرخبيل جزر (فيستماني جار) وذلك بالقرب من السواحل الجنوبية لآيسلندا مجموعة من السحب السوداء تعلو في السماء في الجهة الجنوبية الغربية من القوارب.
ولأول وهلة اعتقد بأن هذا الشيء هو احتراق لأحد القوارب الأخرى، ولكن عندما وصلو إلى المكان المحدد واجهو كتلة من السحب المليئة بالرماد والمتعلقة بأحد البراكين النشطة والتي ارتفعت عاليا.
وعلى الرغم من مجيء التزحزح في وقت مفاجئ وغير متوقع على الإطلاق إلا أنه قد قدم أدلة كثيرة جدا متعلقة بأن الثورة البركانية قريبة إلى حد ما.
وقبل أسبوع من هذه الحادثة سجل أحد الباحثين في عاصمة ريكيافيك مجموعة من الهزات الأرضية الضغيرة في هذه المنطقة.
ولكن لا يمكن تحديد موقع مركز الزلزال. وقبل يومين من بداية هذه الثورة البركانية أعلنت إحدى سفن البحث تحت الماء أن حرارة مياة البحر قد ارتفعت كثيرا جدا عن الوضع الحالي.
وفي نفس الوقت أعلن السكان الذين يعيشون في إحدى قرى الجزيرة (فيك) والتي تبعد مسافة 80 كيلومتر عن الشاطئ الرئيس أنهم شموا رائحة غاز كبريتيد الهيدروجين في الهواء.

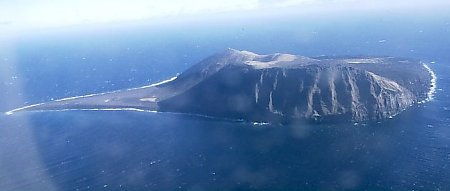
جزيرة سرتسي في عام 1999

وعمق المحيط في المكان الذي انعكس فيه التزحزح على سطح الماء يبلغ عمقه 130 مترا. ويعتقد بأن ضغط المياه في هذا العمق هو التزحزح الأول الذي بدأ قبل بضعه أيام من يوم 14 نوفمبر، وكان ذلك على سطح المياه، حيث أن ذلك كان بسبب عدم إتاحة الفرصة للتزحزح الأول والذي سيظهر على هيئة ثورة بركانية.
وكون البركان شكلا مخروطيا حيث بدأ في الارتفاع رويداً رويداً من القاع حتى وصل سطح الماء، وبعد اللحظة التي وصل فيها إلى سطح الماء توقفت الثورات والانفجارات التي كانت في المياه وظهرة هالة غير عادية.

## الايام الأولى للحادثة
كتل الدخان والرماد النابعة من الجزيرة التي بدأت بالتشكل من جديد
اليوم الذي عاشة الترحزح الأول والذي بدأ من السطح في يوم 14 نوفمبر من عام 1963وصل الرماد والأدخنة الحارة التي كونت الثورة البركانية حتى الساعة 11:00 صباحا إلى ارتفاع بعضه كيلومترات اجتمعت الثورات البركانية التي بدأت في الظهور للسطح من ثلاث نقاط مختلفة في الاتجاه الشمالي الغربي والجنوبي الغربي حيث تجمعت في شق واحد وتوحدت خلال المساء.
وبعد ذلك بأسبوع تحولت هذه الانفجارات والثوارت البركانية إلي حالة مستمرة وفي غضون بضعة أيام فقد أصبحت الجزيرة التي تكونت من الرماد بشكل كلي ذات اتساع يبلغ 500 متراً وارتفاع يبلغ 45 متراُ. وأطلق سكان آيسلندا على الجزيرة الجديدة التي ظهرت اسم سورت ساي والتي تعني جزيرة سورتور وهذا الاسم مستوحى من مارد النار سورتور وهذا الاسم كان في معتقدات ميثولوجيا إسكندنافية.وعندما استمرت الانفجارات بدأت الحمم البركانية التي ظهرت على السطح والتي تركزت في نقطة واحدة بأن تتكون على هيئة شكل كروي بالنسبة للجزيرة.
وفي 24 من شهر نوفمبر أصبحت أبعاد الجزيرة 900×655 متر مربع. وتقلصت بسرعة الأرض البركانية الرخوة والتي كونتها الانفجارات البركانية الشديدة والنافعة من تقابل مياة البحر مع الحمم البركانية الساخنة والتي استمرت في السيل بلا توقف وكان ذلك بسبب العواصف والأمواج الضخمة التي عاصرها المحيط الأطلنطي خلال شهور فصل الشتاء.
وخلال الفترة التي استمرت بها الثورات البركانية في الجزيرة خطا إلى الجزيرة ثلاث صحفين فرنسيين أولى الخطوات إلي هذه الجزيرة في 6 ديسمبر 1963والذين كان ينوبون عن المجلة الملقبة ب (باريس ماتش). ومع القلق الذي عاشوه من خلال الانفجارات البركانية الضخمة إلا أن الصحفيين الذين انفصلو عن بعضهم خلال 15 دقيقة أعلنوا بشكل ساخر/فكاهي سيطرة فرنسا على الجزيرة.
ولكن شعرت حكومة آيسلندا بأن الجزيرة ملك لهم وقدموا الرد بسرعة، حيث توحدوا ومكثوا على الحدود الإقليمية الخاصة بهم.
وتكونت جزيرة أخرى تدعى (فيردينان ديا) والموجودة على مقربة من جزيرة صقلية والتي تكونت نتيجة للثورات البركانية من جديد اعتبرتها كثير من الدول أنها حق لفرنسا.

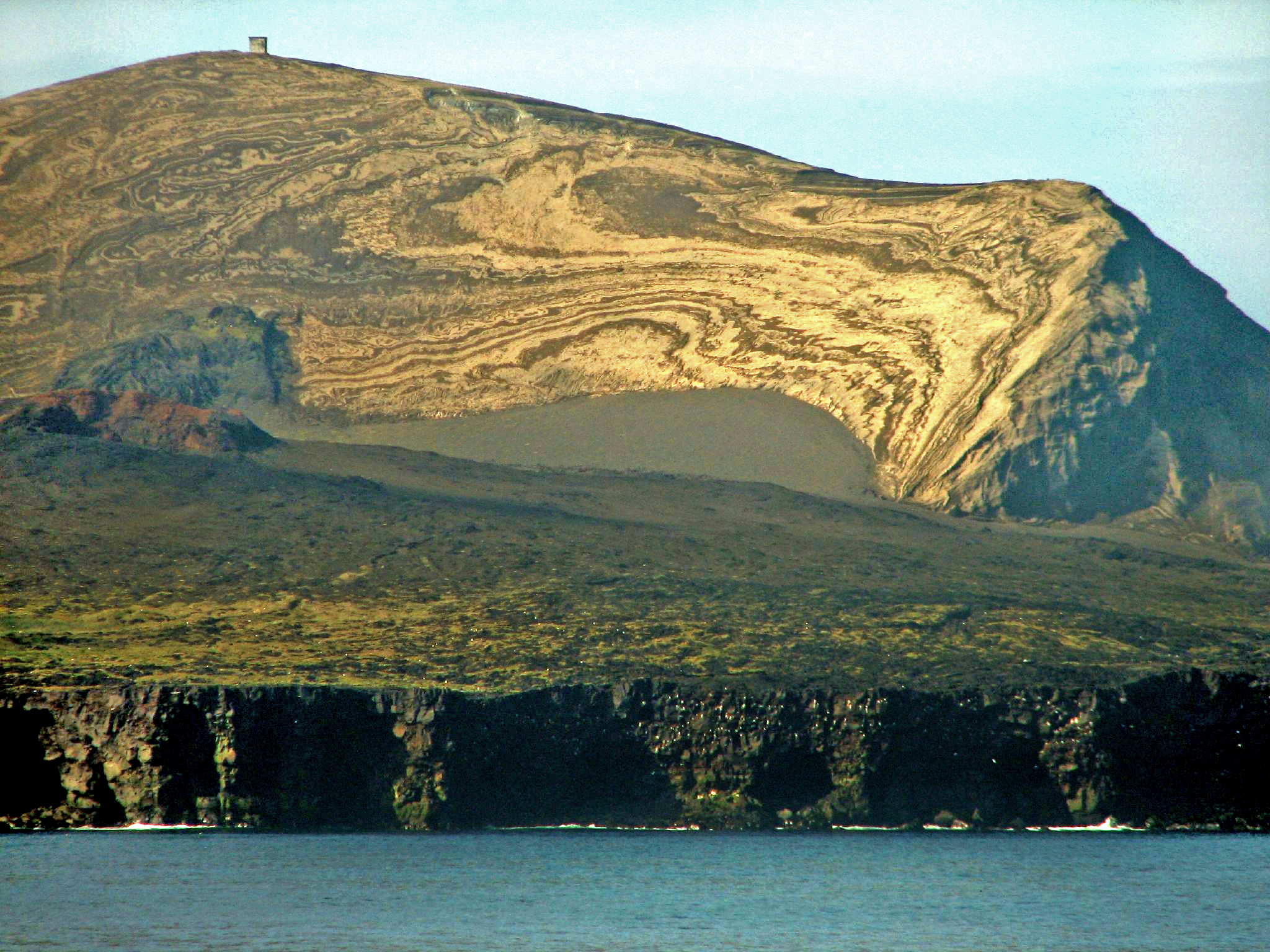
جزيرة سريستي

## التزحزحات التي تمت في الايام الأولى

### سرتسي في اليوم السادس عشر من التزحزح
قذفت الثورات البركانية التي تكونت على هيئة انفجارات شديدة والتي تنبع من اتحاد الحمم البركانية القادمة من باطن الأرض مع مياة البحر مباشرة قذفت أجزاء حجرية وصخرية حتى بعد 1 كيلومتر. ووصلت أبخرة الرماد إلى ارتفاع 10 كيلومترا في الجو. والنقل السريع للمواد التي تخرج من باطن الأرض والتي تتجمد في حينها وذلك من خلال الأمواج فيعمل ذلك على تقليص كمية الصهارة حديثة التكوين، وترى بكثرة في الجزيرة سحب الرمادية كبيرة وأبخرة والتي تنبع من هؤلاء ويتم ذلك حتى نهاية التزحزح البركاني. وبسبب الثورات البركانية المستمرة حتى بداية 1964 فقد تطورت أبعاد الجزيرة بصورة جيدة (من أفضل لافضل), ولم تصل مياة البحر المتزايدة إلي النقطة التي تخرج منها الحمم إلي سطح الأرض. ولهذا السبب فقد تقلصت إلى حد كبير الانفجارات العنيفة التي ظهرت من امتزاج مياه البحر بالحمم البركانية. وبدأت الانفجارات الأخرى والحمم البركانية التي سالت بدلا منهم بالتأثير على تكوين الجزيرة.
وعندما تصل إحدى الطبقات الغليظة والمحصنة ضد التآكل الذي يحدث في أحد الاجزاء الكبيرة من الجزيرة والتي يكون في مقدمتها جوانب فوهة البركان والتي تشتمل على الأرض البركانية الرخوة بشكل كبيرة فيتم بذلك تقليل التقلص الذي يحدث للجزيرة وذلك بسبب الرياح أو الأمواج.
وانتهت الثورات البركانية التي استمرت بلا توقف في عام 1965.وفي اللحظة التي توقف بها التزحزح البركاني بشكل تام، فقد وصل مجموع مساحة الجزيرة إلى 2.5 كيلومتر مربع.
وفي يوم 28 من شهر ديسمبر عام 1963 بدأت إحدى الحركات البركانية والتي سببت في تكوين أحد التلال التي يبلغ ارتفاعها 100 مترا في قاع البحر، وكان ذلك في الجزء الشمالي الغربي من جزيرة سرتسي. وأطلق على هذه التلة التي بدأت في التكوين حديثا اسمسورتلا، ولكن على مر الزمان لم تصل هذه التلة إلى السطح. وانتهت الاهتزازات الموجودة على سورتلا يوم 6 من شهر أكتوبر عام 1964, وبدأ الجزيرة الموجودة تحت البحر كلياً بالتقلص يوماً بعد يوم وذلك من خلال قوة تآكل الماء.

## خمود البركان

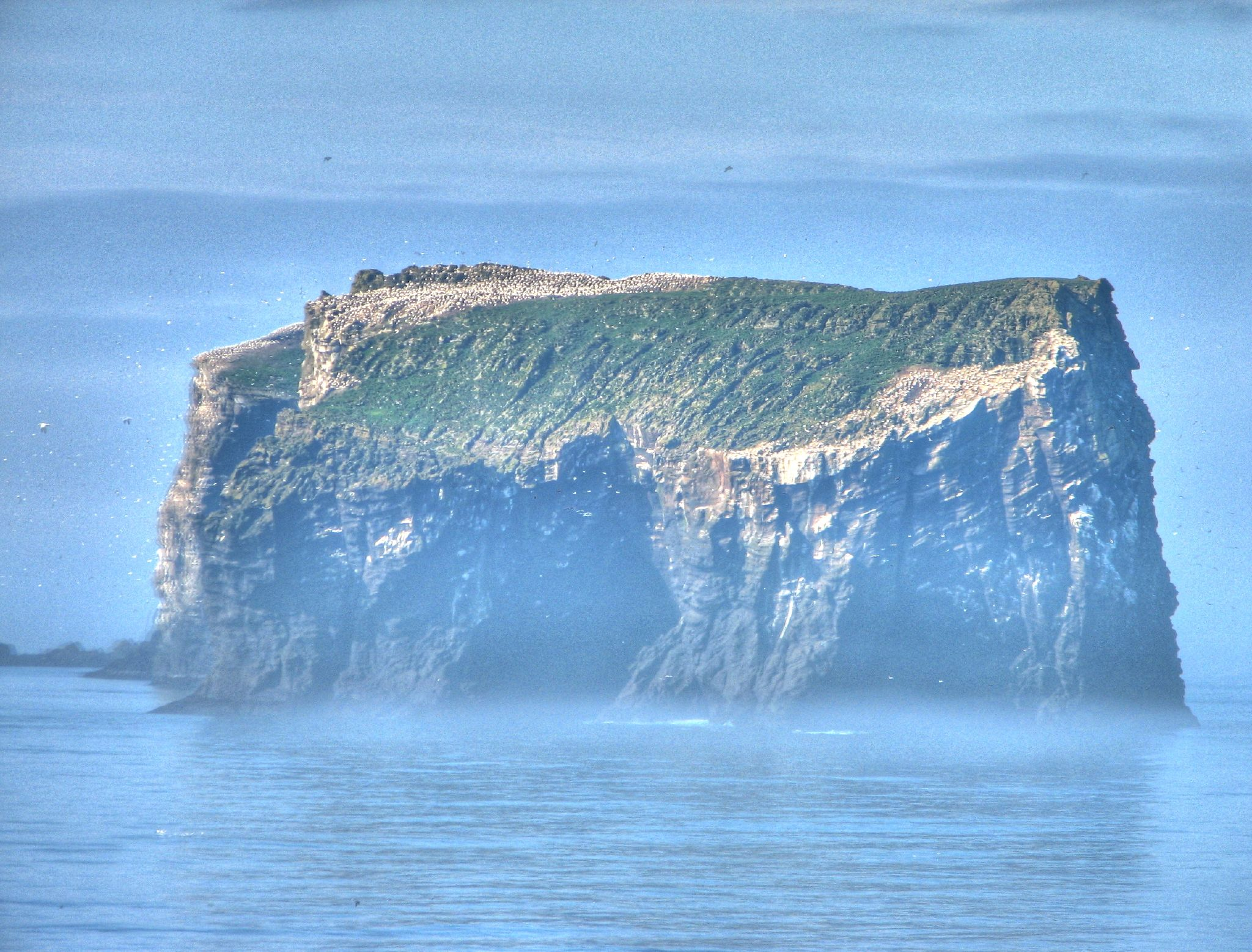
مراحل التكوين

في عام 1965 تضائلت الحركات الموجود على جزيرة سورت ساي ولكن في نفس العام من شهر أبريل بدأت إحدى الحركات الجديدة في أحد الشقوق الأخرى في شمال الجزبرة باتساع 600 مترا. وظهر هذا الصدع الذي استمر بالاتساع وتكوين هضبة جديدة من قاع البحر على السطح وكان ذلك في يوم 28 من شهر ابريل.وأطلق على هذة الجزيرة اسم (سيرتلنجور), واستمرت الانفجارات هناك في أوائل شهر أكتوبر 1965, وعندما توقفت الحركات بشكل كلي وصلت أبعاد هذه الجزيرة إلى 150 متر مربع، ولكن بعد اليوم الذي توقفت به هذه الانفجارات تقلصت هذه الجزيرة بشكل سريع وذلك بسبب الانجراف وظلت تحت الماء منذ يوم 24 أكتوبر. ولم يمض الكثير وبدأت إحدى الحركات الأخرى في الجنوب الغربي باتساع 900 مترا تقريبا وكان ذلك في شهر نوفمبر من عام 1965 , وتكونت جزيرة جديدة. وهذه الجزيرة التي لقبت ب (جولنير) وصل ارتفاعها 70 مترا ومساحة سطحها 300 كيلو متر مربع خلال الشهر الثامن من تكوينها. وفي 8 أغسطس 1966 بدأت الجزيرة في التقلص رويداً رويداً، كما حدث في جزيرة سيرتنجور حيث انتهى تزحزح هذه الجزيرة. وفي عام 1966 أصبحت الجزيرة تحت سطح الماء بشكل كلي.
وبدأت من جديد الثورات البركانية التي على جزيرة سرتسي يوم 19 أغسطس 1966، وفي هذه المرة قلّ تآكل الجزيرة بدرجة كبيرة. ولكن تباطأ هذه التزحزح خلال فترة قصيرة، وتوقف بشكل كلي في 5 يوليو 1967، ومن ذلك اليوم توقف نشاط هذا البركان، واعتباراً من اليوم الذي بدأت فيه الثورات البركانية، فقد انتشرت المواد التي أخرجها البركان على مدى ثلاث أعوام ونصف إلى 1 كيلو مترا مربع، وعند خمود البركان كان ارتفاع أعلى نقطة في هذه الجزيرة 174 متراً عن مستوى سطح البحر.
ومع خمود البركان والثورات البركانية، فقد تسبب التآكل الذي تم بواسطة الأمواج والرياح في تقلص أبعاد الجزيرة، وفي الجهة الجنوبية الغربية تقلصت إحدى المساحات الواسعة بشكل كلي، حيث كونت هضبة رملية في الشمال أطلق عليها اسم نقطة الشمال. ويعتقد أن مقدار المواد المنقولة بسبب التعرية تبلغ حوالي 0,024 كم مكعب.

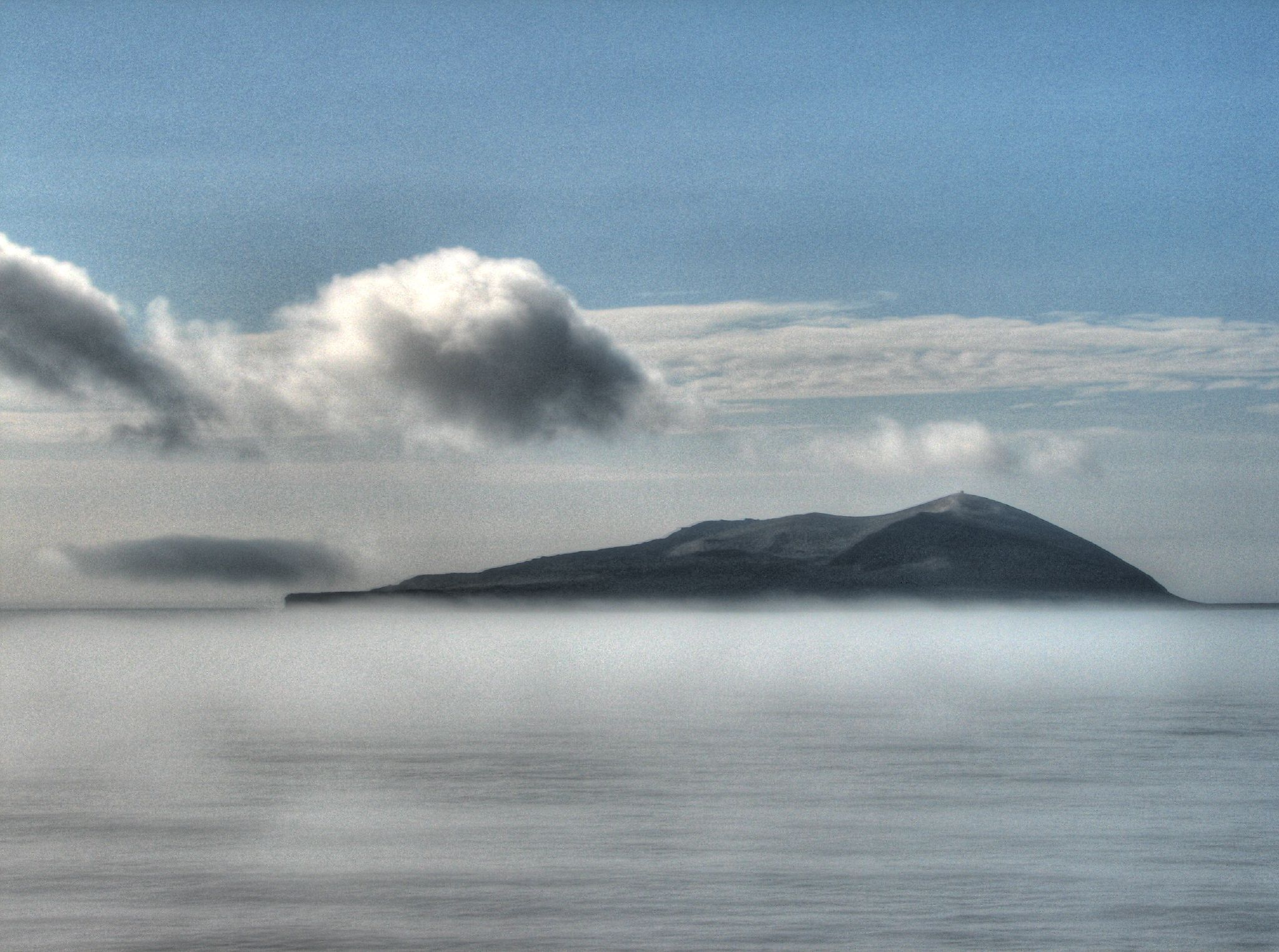
خمود البركان

## الحياة الطبيعية على الجزيرة
وأثارت هذه الجزيرة اهتمام العلم بدرجة كبيرة، حيث أنها تعد بمثابة محيط مناسب من أجل الأبحاث البيولوجية وأبحاث الطبيعة. وفي عامي 1965أعلن قانون حماية الطبيعة، وذلك عندما استمر التزحزح البركاني، وبدأت الحياة الطبيعية في الجزيرة من خلال العناصر البنائية التي جائت من الخارج.
واليوم يوجد تصريح لدخول بعض الباحثين إلى جزيرة سرتسي. أما الطريقة الوحيدة للأشخاص العاديين لرؤية الجزيرة عن كثب هي استخدام إحدى الوسائل الجوية، وخلال خمسين عاماً أصبح عدد الأماكن المصرح بزيارتها في الجزيرة تبلغ المئة.

## مراحل تكوين النباتات
في بداية عام 1965 بدأت ملامح الحياة الأولى في الظهور على هذه الجزيرة التي بدت كقطعة أرضية بركانية خالية تماماً من أوجه الحياة، وذلك بسبب ظهور بعض الطحالب ونباتات الأشنة.

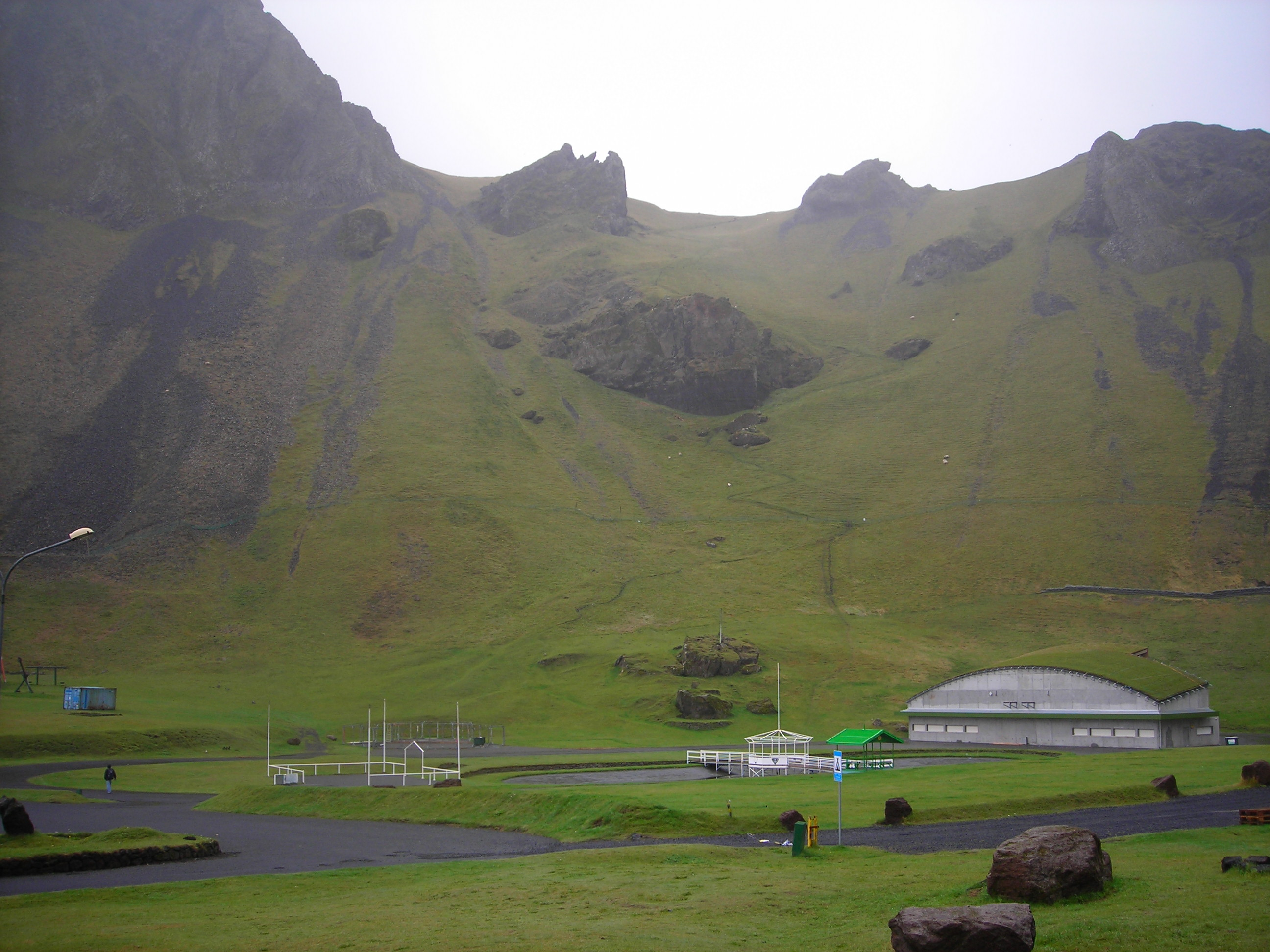
الحياة الطبيعية على الجزيرة

واليوم أصبح جزء كبير من الجزيرة مكسو تماماً بهذه الطحالب والنباتات. وخلال 20 عاماً من بحث مراحل تكوين الجزيرة ثبت وجود 20 نوعاً من النباتات، ولكن استمر انخفاض معدل إنتاج هذه النباتات في الأراضي الصحراوية فقط، ولوحظ تحسن كبير في ظروف التربة وكان ذلك مع بداية تكوين الطيور للأعشاش رويداً رويداً في الجزيرة، وبدأت أنواع نتاتية أكثر تطوراً بالظهور في الجزيرة، وفي عام 1998 تم اكتشاف أول نوع نباتي له غشاء والمسمى بصفصاف ورقة الشاي، والذي يمكن أن يصل ارتفاعه إلى أربعة أمتار.
ومجموع الأنواع النباتية الموجودة على جزيرة سرتسي يبلغ ستون نوعاً، ويمكن أن يستمر النظام البيئي على جزيرة سرتسي بتلاتين نوعاً فقط من هذه الأنواع النباتية، ويبلغ متوسط الأنواع الجديدة التي تدخل الجزيرة كل عام ما بين 2-5 أنواع.

## الطيور
تطور الطيور في الجزيرة له علاقة وثيقة بتطور وتكوين الغطاء النباتي، حيث أن الغطاء النباتي يتيح الفرصة لانتشار الطيور بشكل أكبر. وبما أن النباتات تساعد الطيور في تكوين أعشاشها، فأيضاً هي عبارة عن الحبوب التي تتغذى عليها، وعلى النقيض فإن روث هذه الطيور يعد بمثابة سماد حيوي لتربة هذه الجزيرة الجدباء.
وأول انتشار للطيور في الجزيرة كان بعد ثلاتة أعوام من تكوينها، وأولى الطيور التي ظهرت، هي البطريق والنورس الغواص، وإلى ذاك اليوم فيوجد على
الجزيرة تمانية أنواع أخرى من الطيور، وعلى الرغم من الزيارات القليلة للطيور وذلك لشواطئ الجزيرة بعد بضعه أسابيع فقط على تكوينها، ففي عام 1986 لوحظ ظهور مجموعة من أولى النوارس الغواصة، وهذه المجموعة عندما اختلطت مع الأنواع الأخرى الموجودة على الجزيرة، وفرت دعماً كبيراً لتطور أشكال وأغطية النباتات على الجزيرة وذلك بسبب كثرة عددها.
وفي عام 2004 ظهر أول بببغاء لقب باسم بببغاء البحر الدنئ، والذي يرقد في حضانات الطيور، وانتشرت هذه الببغاوات إلى حد ما في أجزاء الأراخيبيل
الباقية، وأصبحت جزيرة سرتسي عبارة عن موقف للطيور المهاجرة والتي تغير مكانها بين جزر آيسلندا وانجلترا إلى جانب كونها مأوى لأنواع كثيرة من الطيور الأخرى، وقد نرى على هذه الجزيرة أنواعاً من الأوز العراقي وأنواعاً من الغراب حتى يومنا هذا.
ووفقاً لإتجاه الطيور التي تهاجر إلى ايسلندا من الجزر التي في إنجلترا، فكانت الجزيرة الموجودة في الشرق بمثابة نقطة وقوف مألوفة جداً بالنسبة لهذه الطيور، وذلك بسبب التطور السريع للغطاء النباتي بها.

## أنواع الطيور التي عاشت في الجزيرة

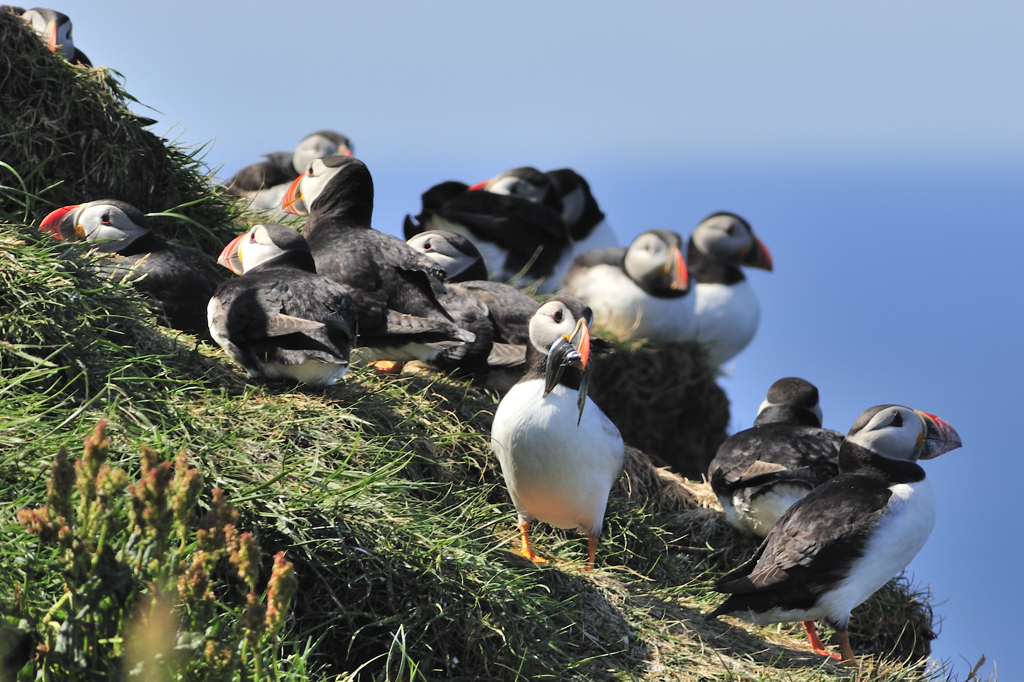
طيور الجزيرة

## أنواع الطيور التي عاشت في الجزيرة[9]
| الانواع                       | الاسم العلمي          | عام الاكتشاف | عدد الأنواع في عام 1990 | عدد الأنواع في عام 2003 |
| ----------------------------- | --------------------- | ------------ | ----------------------- | ----------------------- |
| النورس الأسود                 | Cepphus grylle        | 1970         | 15                      | 35–40                   |
| الفلومر الشمالي               | Fulmarus glacialis    | 1970         | 120                     | 350–400                 |
| النورس الكبير ذو الظهر الأسود | Larus marinus         | 1974         | 35                      | 35                      |
| النورس ذو القدم الأسود        | Rissa tridactyla      | 1975         | 4                       | 130                     |
| التيران الشمالي               | Sterna paradisaea     | 1975         | 0                       | 0                       |
| النورس الفضي الشمالي          | Larus argentatus      | 1981         | 25                      | 35–40                   |
| النورس ذو الظهر الأسود        | Larus fuscus          | 1985         | 120                     | 150–200                 |
| النورس القطبي                 | Larus hyperboreus     | 1993         |                         | 4–5                     |
| طائر رايات الثلوج             | Plectrophenax nivalis | 1996         |                         | 11                      |
| الذعرة البيضاء                | Motacilla alba        | 2002         |                         | 1                       |
| الاوز الرمادي                 | Anser anser           | 2002         |                         | 2                       |
| طائر مراعي التين              | Anthus pratensis      | 2002         |                         | 2                       |
| بغبغاء البحر الدنئ            | Fratercula arctica    | 2004         |                         |                         |

## الأحياء البحرية التي في المنطقة
بعد تكوين الجزيرة نرى حيوان الفقمة على سطحها، حيث أن هذه الفقماوات التي ظهرت في الوقت الذي توقف فيه التزحزح البركاني بشكل تام بدأت في الخروج إلي الشمس على التلال الرملية الموجود وخاصةً في الشمال.
وفي عام 1983 لوحظ لأول مرة أن هذه الفقماوات قد وضعت عششها على الجزيرة.
وواحدة من مجموعات هذه الفقماوات المكونة من 70 فقمة جعلت من الجزيرة موضعا لبناء عششها، وبالرغم من تزايد أعداد الفقماوات ذات اللون الرصاصي بالمقارنة بالفقماوات المعروفة فقد تسببوا في زيادة تحسين النظام البيئي للجزيرة.
ووجود الفقماوات على الجزيرة لفت انتباه الحيتان المفترسة، والتي ترى في الغالب على جوانب أرخابيل جزيرة فيستيمان، ولهذا السبب نصادف بكثرة وجود هذه الحيتان حول الجزيرة خاصة في الأونة الأخيرة.
ويوجد أيضاً في الحياة البحرية الموجودة أسفل المياه المحيطة بالجزيرة كثير من النباتات البحرية، حيث يلاحظ وجود أحياءً بحرية مثل (نجم البحر- منارة البحر- كستناء البحر) حيث أن بعضها مكسو بالطحالب وضخور الشست، حيث تتجمع الطحالب حول أجزائها المائلة الممتدة، أما بالنسبة للأماكن التي تعيش بها هذه الطحالب بشكل أكثر انتشاراً فتوجد على عمق يترواح ما بين 10-20 متراً تحت المياه.

## الأنواع الأخرى
يوجد في الجزيرة منذ نشأتها عديدٌ من الحشرات، وتم اكتشاف أولى الحشرات في عام 1964، حيث أن أولى الحشرات التي تم العثور عليها هي الحشرات الطائرة، والتي قذفتها الرياح إلى الجزيرة أو التي جاءت للجزيرة بإرداتها، ويعتقد أن هذه الحشرات قدمت من قارة أوروبا، أما بالنسبة للحشرات الزاحفة فقد قدمت للجزيرة عبر الألواح الخشبية العائمة على سطح البحر، والتي جاءت للجزيرة عبر حركة المياه. وفي عام 1973 ظهرت مجموعة من الأعشاب العملاقة على سواحل الجزيرة، والتي أخد الباحثون جزءً منها بغرض البحث، وبعد ظهور نتيجة هذه الأبحاث وجد في جزء كبير من هذه الأعشاب مجموعة من القرادات، وحوالي 663 نوعاً من اللافقاريات الأرضية ذات الذيل اللولبي، أما أغلب الكائنات الحية الموجودة في الجزء المتبقي فيمكن العثور عليها على سطح الجزيرة.

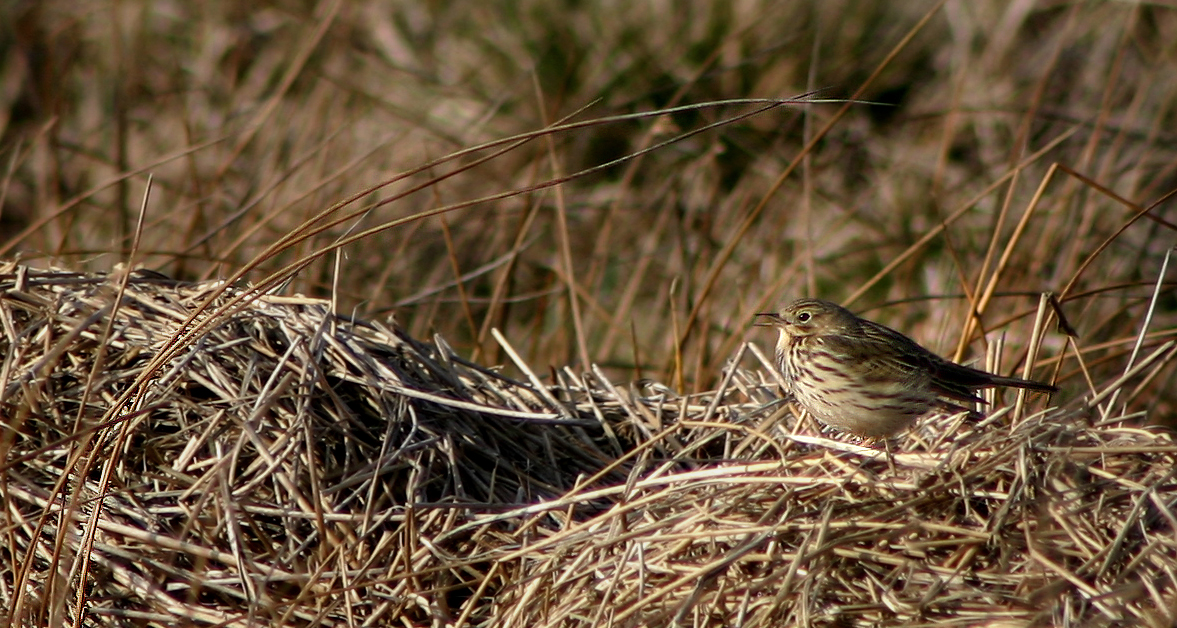

ومع استقرار الحالة الجوية على الجزيرة، فقد هيئت حياة مناسبة لهذه الحشرات، والتي أصبحت أحد أهم العناصر الغذائية للطيور على الجزيرة. أما بخصوص الطيور النافقة، فتعد غذاءً لهذه الحشرات وخاصةً الجارحة منها، بجانب كونها سمادا عضويا يغذي التربة، حيث أنه يعمل على تدعيم تطور الغطاء النباتي، مما يؤدي إلى زيادة عدد الحشرات النباتية وتطورها بشكل متزن، ونصادف أيضاً تطوراً كبيراً في التكوين الحيوي للتربة. أما بالنسبة للديدان في الجزيرة، فقد نجد أن أولى الديدان وجدت داخل هذه العينة التي تم أخدها بغرض الفحص، وكان ذلك عام 1993. وبجانب هذه الديدان التي يعتقد أنها سقطت من مناقير الطيور القادمة من جزيرة الهيماتي، ففي عام 1998 نلاحظ أيضاً وجود أولى الرخويات التي تشبه تماماً تلك الرخويات الموجودة في ايسلندا، وإلى جانب هذه الرخويات يوجد بعض العناكب وحشرات أخرى.
حيث كون الباحثين أحد أنظمة الرصد لكي يستطيعوا رصد التغييرات التي ستحدث في أبعاد الجزيرة، حيث أنهم قد فكروا في ذلك حينما توقفت الثورات
البركانية، وقد بدأ هذا النظام الذي تشكل من مجموعة نقاط ثابتة، والتي تم وضعه في أماكن مختلفة منذ أن توقفت الحركات البركانية، وقد أظهر هذا الجهاز مراحل خروج الجبل المفقود في باطن الأرض بشكل عمودي، وبناءً على البيانات التي أصدرها هذا الجهاز فإن ارتفاع الجبل خلال 20 عاماً قد انخفض لمعدل واحد متراً، ولو تم قياس التآكل الذي كان منذ البداية نجده 20سم/عام، أما في عام 1990 فقد تراجع هذا التآكل ليصبح 1-2سم/عام.

## أسباب التراجع
حيث تتآكل المواد الرخوة النابعة من الأعماق عبر الزمن، فيؤدي ذلك إلى الميل المباشر للطبقة الصخرية، وذلك بسبب ثقل الجزيرة، وثان هذه الأسباب هو
بسبب تراكم الرواسب الموجودة في قاع البحر أسفل الجزيرة. أما الخاصية المشتركة لهذه الثورات البركانية والتي تحدث في أرخابيل فيستيمانيجار فهي حدوث انفجار واحد فقط في كل شق من شقوقه، مما يؤدي إلى عدم زيادة اتساع الجزر التي ستتشكل حديثاً بواسطة الانفجارات الجديدة التي ستحدث، ولهذا السبب بدأت الجزر المتكونة في المراحل الأولى بالتآكل رويداً رويداً بسبب قوة أمواج المحيط. وأدى ذلك إلى تآكل ما يقرب من نصف هذه الأرض إلى أن توقفت هذه الإنفجارات، وبناءً على التقارير فإن جزيرة سرتسي تفقد قرابة 10 آلاف متراً مربعاً في كل عام من إجمالي مساحة حجمها الطبيعي.
وإذا نظرنا الي مستقبل الجزيرة ندرك حينها أنها ستختفي في المستقبل القريب، فالأجزاء التي اختفت في الآونة الأولى بسبب التآكل الذي حدث بسبب
الأمواج والرياح الشديدين ما هي إلا أجزاءً رخوة تكونت منها الجزيرة، أما اليوم فقد تصلبت هذه الأرض إلى حد ما، وكسيت بالحمم البركانية المتصلبة، والتي تتميز بمقاومتها الكبيرة للتآكل، ونتيجة الأبحاث الكميائية المختلفة فقد وجد أن الانفجارات النابعة من باطن الأرض تعمل على تكوين غلاف صلب يمكن أن يقاوم هذا التآكل، وتكدست المواد فوق بعضها البعض، وذلك بعد عامين من انتهاء النشاطات البركانية،وبناءًعلى الأبحاث فإن هذا التكدس تبلغ درجة حرارته حوالي 55ْ سيليزيوس، والذي يحتفظ بحرارته لمدة أطول في المناطق المحيطة بالجزيرة، وفي أماكن وجود الفواهات البركانية. ويعتقد العلماء والباحثين أن جزيرة سرتسي ستختفي نهائياً عدا هذه الأجزاء، وذلك سبب التآكل، ولكن بسبب ارتفاع حرارة باطن الأرض في الجزيرة فإنها تعيد تكوين نفسها بسرعة عير عادية.
والبعض يرى بأن اختفاء الجزيرة بشكل كلي يمكن أن يستمر قرابة بضعه قرون، حيث أن أبعاد الجزيرة تتقلص بشكل تدريجي، ويعتقد أنه طوال هذه المرحلة ستمر الجزيرة بنفس الفترة التي مرت بها العناصر الأخرى، والتي تكوَّن منها أرخابيل فيستمانيجار قبل مئات السنين بل آلاف السنين.
وفي عام 2001 رشحت الجزيرة بأن تدخل ضمن تراث الثقافة العالمية التابع لنظمة اليونيسكو، وفي عام 2007 قدمت لجنة ايسلندا مجدداً منشوراً رسمياً من أجل أن تدخل جزيرة سرتسي ضمن قائمة تراث الثقافة العالمية.